# Smolary (obwód wołyński)
Smolary (ukr. Смолярі́) – wieś na Ukrainie w rejonie kowelskim, obwodu wołyńskiego. Liczy 1015 mieszkańców.
Do 2020 w rejonie starowyżewskim.